# South Lanarkshire
South Lanarkshire (Schots-Gaelisch: Siorrachd Lannraig a Deas) is een raadsgebied (council area) in het zuiden van Schotland met een oppervlakte van 1772 km². De hoofdplaats is Hamilton en het raadsgebied heeft 319.020 inwoners (2017).
Het noordwestelijke deel van South Lanarkshire behoort tot het stedelijke gebied van Glasgow. Het raadsgebied behoort tot de lieutenancy area en het historische graafschap Lanarkshire.

## Plaatsen
- Blantyre
- Cambuslang
- Carluke
- East Kilbride
- Hamilton
- Lanark
- Larkhall
- Rutherglen

## Bezienswaardigheden
- Biggar Gasworks Museum
- Bothwell Castle
- Cadzow Castle
- Coulter Motte
- Craignethan Castle
- David Livingstone Centre, Blantyre
- New Lanark, een werelderfgoed
- Strathaven Castle
- St Bride's Church (Douglas)

## Geboren
- David Livingstone (Blantyre, 1813-1873), ontdekkingsreiziger en zendeling

Aberdeen · Aberdeenshire · Angus · Argyll and Bute · City of Edinburgh · Clackmannanshire · Dumfries and Galloway · Dundee City · East Ayrshire · East Dunbartonshire · East Lothian · East Renfrewshire · Falkirk · Fife · Glasgow City · Highland · Inverclyde · Midlothian · Moray · Na h-Eileanan Siar (Buiten-Hebriden) · North Ayrshire · North Lanarkshire · Orkney Islands · Perth and Kinross · Renfrewshire · Scottish Borders · Shetland Islands · South Ayrshire · South Lanarkshire · Stirling · West Dunbartonshire · West Lothian
Zie ook: lieutenancy areas, de vroegere regio's en graafschappen